# Talmontiers
Talmontiers település Franciaországban, Oise megyében. Lakosainak száma 648 fő (2022. január 1.). Talmontiers Lalande-en-Son, Amécourt, Bouchevilliers, Puiseux-en-Bray, Saint-Pierre-es-Champs és Sérifontaine községekkel határos.

## Népesség
A település népessége az elmúlt években az alábbi módon változott:
| Lakosok száma | 726  | 690  | 698  | 683  | 676  | 669  | 662  | 653  | 648  |
|               | 2013 | 2015 | 2016 | 2017 | 2018 | 2019 | 2020 | 2021 | 2022 |